# Tintlinge
Die Einteilung der Lebewesen in Systematiken ist kontinuierlicher Gegenstand der Forschung. So existieren neben- und nacheinander verschiedene systematische Klassifikationen. 
Das hier behandelte Taxon ist durch neue Forschungen obsolet geworden oder ist aus anderen Gründen nicht Teil der in der deutschsprachigen Wikipedia dargestellten Systematik.

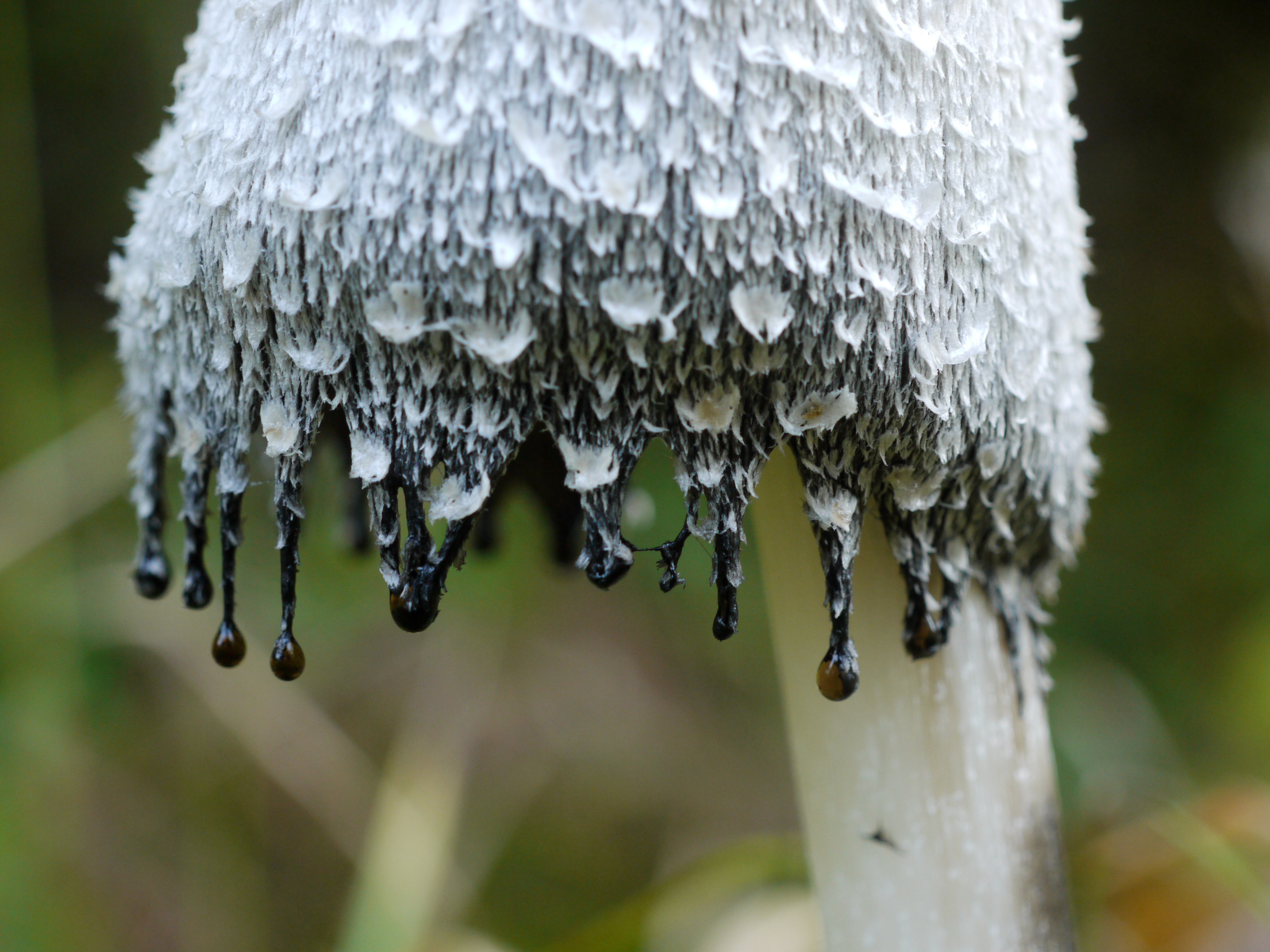
Dieser Schopftintling hat begonnen, sporenhaltige Tropfen am Schirmrand zu bilden.

Tintlinge (Coprinus sensu lato) ist eine Bezeichnung für eine Gruppe von Pilzarten, die früher alle in die Gattung Coprinus gestellt wurden. Dabei handelt es sich um Arten der Agaricomycetidae, die saprobiontisch auf Holz, Torf, Dung oder Erde wachsen. Sie verfügen alle über einen jung eichel- bis glockenförmigen, später aufschirmenden Hut, der im Alter zerfließt. Ihre Fruchtschicht besteht aus Lamellen, die anfänglich weiß bis hell ockerlich sind und später dunkelbraun bis schwarz werden. Der Stiel setzt bei allen Arten in der Mitte des Hutes an und ist innen hohl. Ihr Sporenabdruck ist dunkelbraun bis schwarz.
In mehreren DNA-Analysen offenbarte sich jedoch, dass die Tintlinge polyphyletisch sind, also Arten enthalten, die jeweils näher mit anderen Pilzgruppen verwandt sind als untereinander. Teilweise gehören diese Gattungen sogar zu unterschiedlichen Familien. Scott A. Redhead et al. schlugen deshalb eine Aufteilung in vier Gattungen (Coprinus s. str., Coprinellus, Coprinopsis und Parasola) vor, wobei nur ein kleiner Teil der ursprünglichen Arten in Coprinus verbleibt. Die Familie der Tintlingartigen (Coprinaceae), deren Typusgattung Coprinus s. l. ist und die nur noch einen Bruchteil der restlichen Arten enthält, muss deshalb in Faserlingsverwandte (Psathyrellaceae) umbenannt werden, weil Coprinus s. str. innerhalb der Champignonverwandten (Agaricaceae) steht.
Der Name der Tintlinge rührt von ihrer Verwendung her: Bei der Reife zerfließen Lamellen und oft ebenso der Hut innerhalb von wenigen Stunden aufgrund von Selbstverdauung (Autolyse) tintenartig. Aus dieser sporenhaltigen, normalerweise zur Erde tropfenden Flüssigkeit wurde früher dokumentenechte Tinte hergestellt, oft mit Nelkenöl als Konservierungsmittel. Für die Zubereitung von Tinte aus Tintlingen kommen hauptsächlich größere und häufige Arten wie etwa der Schopftintling (Coprinus comatus) und der Faltentintling (Coprinopsis atramentarius) in Betracht, aber auch andere Tintlinge, darunter zum Beispiel der kleinere, dafür oft massenhaft auftretende Glimmertintling (Coprinellus micaceus).